# Джуліано-Театіно
Джуліано-Театіно (італ. Giuliano Teatino) — муніципалітет в Італії, у регіоні Абруццо,  провінція К'єті.
Джуліано-Театіно розташоване на відстані близько 155 км на схід від Рима, 75 км на схід від Л'Аквіли, 12 км на південний схід від К'єті.
Населення — 1274 особи (2014).
Щорічний фестиваль відбувається 19 серпня. Покровитель — Sant'Antonio da Padova.

## Демографія
Населення за роками:

Станом на 1 січня 2023 року в муніципалітеті офіційно проживало 57 іноземців з 13 країн, серед них 40 громадян країн Євросоюзу.

## Сусідні муніципалітети
- Арі
- Каноза-Санніта
- Мільяніко
- Толло